# یاسک
یاسکا (سانسکریت: यास्क، آوانگاری: Yāska) نحوی هندو و شارح وداها بود که در حدود سدهٴ پنجم ق م در هند برآمد. از نحویان بسیاری که پس از وی آمدند، تنها پانینی بر وی پیشی گرفت. اثر عمدهٴ او نرکت نام دارد که شرحی بر وداهاست، و در آن ملاحظات ریشه‌شناسی چشم‌گیر است. اصطلاحات نحوی او و پانینی در اصل یکسان است.